# Hugo Chávez
Hugo Rafael Chávez Frías (Sabaneta, 1954. július 28. – Caracas, 2013. március 5.) venezuelai katona, politikus. A Venezuelai Köztársaság 52. elnöke 1999. február 2-ától 2013. március 5-ig.

## Családi háttér és az iskolaévek

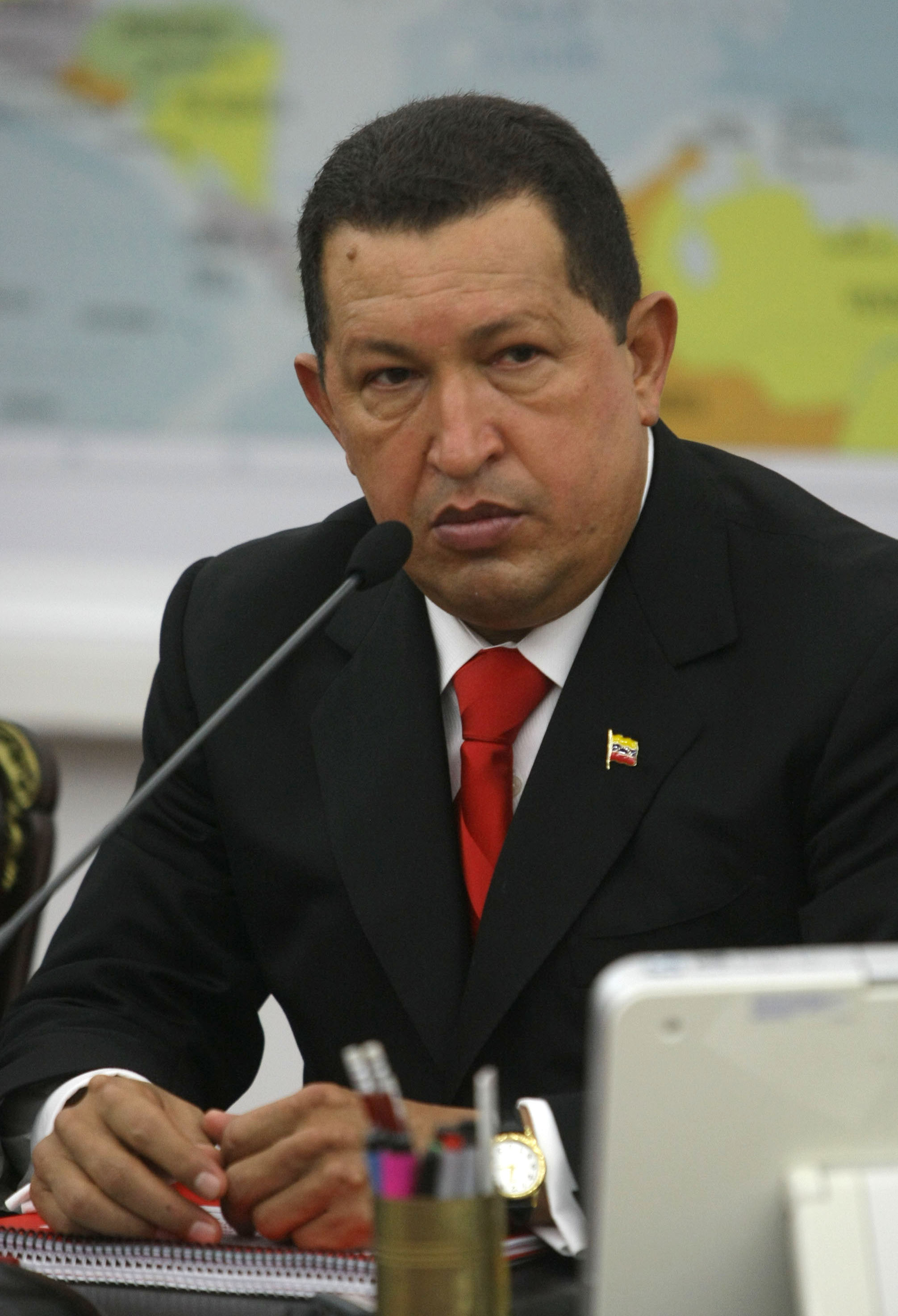
Hugo Chávez

Hugo de Los Reyes Chávez és Elena Frías tanárok házasságából hat gyermek született, köztük Hugo Chávez Frías, második a sorban. Fiúként Sabaneta de Barinasban nőtt fel, de még kis korában az anyai nagymamához vitték a szülők, hogy ő gondoskodjon a kisfiúról. Chávez az alapfokú iskoláit a városban végezte el, reál szakon érettségizett. Kiskorától fogva baseball szurkoló volt, érdeklődést mutatott a festészet, az irodalom és a színház iránt. Számos színházi mesének és darabnak a szerzője. Katolikus pap szeretett volna lenni, viszont a beállítottságai a politika és a hadsereg ejtőernyős alakulatának irányába vitték. 1966-ban nyert felvételt a Barinas-i Daniel Florencio O'Leary Liceumba. 1971-ben érettségizett és 3 hét múlva felvételt nyert a Venezuelai Katonai Akadémiára. 1975-ben kapta meg diplomáját hadtudományokból, hadmérnöki szakon. 1989-1990-ben politikatudományt tanul a caracasi Simón Bolívar egyetemen[forrás?]. 1974-ben egy venezuelai kadétokból álló küldöttség tagjaként Peruba utazott, ahol részt vett az Ayacucho-i csata évfordulóján rendezett ünnepségeken. 1977-ben főhadnaggyá léptették elő és Maracay városába vezényelték. Ezekben az években tanulmányozta anyai dédapjának Pedro Pérez Delgadónak életét, aki a XX. század elején egy csatát vezetett Juan Vincente Gómez diktatúrája ellen. Chávezt 1982-ben századossá léptették elő.
Két alkalommal házasodott meg, mindkét házasság törvényes válással fejeződött be.
Első felesége Nancy Colmenares, egy sabaneta de barinas-i családból származott, akitől három gyermeke született: Rosa Virginia, María Gabriela és Hugo Rafael.
Egyidejűleg érzelmi és ideológiai viszonya volt Herma Marksman történésszel, ez a kapcsolat tíz éven át tartott. Később házasságot kötött Marisabel Rodríguez újságírónővel, akitől Rosinés nevű lánya született. Rodríguez abban az időben ismerte meg férjét, amikor Chávez a szabadlábra helyezése után az országot járva hangoztatta, hogy a választásoktól való távolmaradással lehet tüntetni a politikai rendszer ellen, növelve ezzel a személye körüli misztifikációt. Ez a házassága 2003-ban ért véget, ettől kezdve Venezuelának nincsen "First Lady"-je.

## Politikai pályájának kezdetei
1982-ben megalapítja a Bolívari Forradalmi Mozgalom 200-at, a 200-as szám utalás Simón Bolívar születésének 200. évfordulójára, amely a következő évben lett esedékes. 1982. december 17-én Bolívar halálának évfordulóján, Felipe Antonio Acosta Carles-szel, Jesús Urdaneta Hernándezzel és Raúl Isaías Baduellel együtt esküt tesznek, hogy megreformálják a hadsereget és harcot indítanak egy új köztársaság felépítéséért. Ez a mozgalom a közepes rangú tisztek számára lett megalapítva és ideológiája a Bolivari elemek mellett tartalmazta Simon Rodríguez és Ezéquiel Zamora gondolatainak néhány elemét is (a három gyökerű fa). Chávezt 1986-ban előléptették ezredessé, 1988-ban pedig kinevezték a Nemzeti Védelmi És Biztonsági Tanács titkárává, ekkor a Mirafloresben, az elnöki palotában kezdett el dolgozni. 1989-ben elkeseredve figyelte a katonai erő, a hadsereg bevetését a Caracazo felkelésben. 1990-ben ezredessé nevezték ki, és politikai tanulmányokat kezdett a Simón Bolívar Egyetemen, tanulmányait azonban nem fejezte be. 1991-ben átvette az Antonio Nicolás Briceno Ejtőernyős Dandár parancsnokságát Maracay városában. Titokban két tanulmányt írt, az "Állami Átmenet Terve" és "Nemzeti Simón Bolívar Előterv " címmel. 1991 végén a lázadók rögzítették a felkelés dátumát február elejére.

## Az 1992. februári lázadás
A lázadás 1992. február 4-én éjjel 11 óra körül kezdődött el több városban egyidejűleg: Maracaibóban, Caracasban, Valenciában és Maracayban. A lázadásnak az "Ezéquiel Zamora művelet" nevet adták.[forrás?] Maracaibóban Francisco Arias Cardenasnak sikerült hatalmába kerítenie a helyi kormányzói székhelyet és foglyul ejteni Oswaldo Alvárez Pazt Zulia tartomány kormányzóját. Caracasban Chavez a Hadtörténeti Múzeumban hozta létre műveleti központját, közel a Mirafloreshez, miközben csapatai elfoglalták a Venezuelai Állami Televízió épületét. Néhány egység szembeszállt a Nemzeti Gárdával az elnöki rezidenciánál, míg más egységek megpróbálták elfoglalni a Miraflorest, az elnöki palotát. A délelőtti órákban már nyilvánvalóvá vált a lázadás bukása. Chávez elhatározta hogy megadja magát, televízión keresztül kért bocsánatot azoktól a lázadóktól akik még harcban álltak Caracasban, Valenciában és Maracayban és őket is megadásra szólította fel. A déli órákban Chávez megjelent a televízió kamerái előtt és elismerte a katonai vereséget, de politikai győzelemről beszélt. Rövid, alig több mint egyperces beszédében Hugo Chávez alezredes minden elemző és történész egybehangzó véleménye szerint pontosan azokat a szavakat mondta melyek legjobban illettek a helyzethez. „Jó napot„” - kezdte a beszédét. Ezután meghatározta mozgalma ideológiáját „Ez a bolivarizmus üzenete." Elismerte a lázadás résztvevőinek munkáját.” „Önök nagyon jól cselekedtek.”
Elismerte vereségét: „Nekünk itt Caracasban nem sikerült magunkhoz ragadni a hatalmat. A célokat melyeket kitűztünk, most sajnálatosan nem sikerült elérnünk.” Vállalta a felelősséget: „Vállalom a felelősséget ezért a bolivári katonai mozgalomért.” és ad egy üzenetet és reményt a jövőre nézve:
"Az ország képes kivívni magának egy jobb sorsot" Az 1992. február 3–4-ei lázadás véres mérlege a Védelmi Minisztérium hivatalos adatai szerint 14 halott és 53 sebesült, de nem hivatalos források, szemtanúk beszámolója alapján 50 halottról és több mint 100 sebesültről beszélnek. A harcolók Valenciában és Maracayban megadták magukat, Chávezt pedig fogolyként szállították a Caracas északi részén levő San Carlos börtönbe. Két év börtönbüntetésre ítélték.

## Következmények
Kiszabadulása után 1994-ben Chávez megalapította a Movimiento Quinta República (MVR; Ötödik Köztársaság Mozgalom) nevű pártot, az MBR-200 civil változatát. Ennek a pártnak a vezetőjeként jutott hatalomra 4 évvel később, 1998-ban.
1998-ban Chávez kampányszövege ezt hirdeti: „csapás az oligarchákra és a szegények hőse”. Chávez ekkor azzal az ígéretével nyerte meg a választásokat, hogy az éppen hatályban levő alkotmányt egy alkotmánymódosításon keresztül megváltoztatta. A november 8-ai választáson a parlamenti helyek 34 százalékát szerzik meg az MVR körül csoportosuló baloldali erők. Chávez pártja folyamatosan többséget szerzett az önkormányzati, állami, nemzeti és törvényhozói választásokon. Chávez az elnöki választásokon 56%-át nyeri el a szavazatoknak, így olyan magas aránnyal nyer, mellyel Venezuelában 40 éve senki más. Megválasztását követően a társadalomra és a politikára való befolyása jelentős mértékben megnőtt.

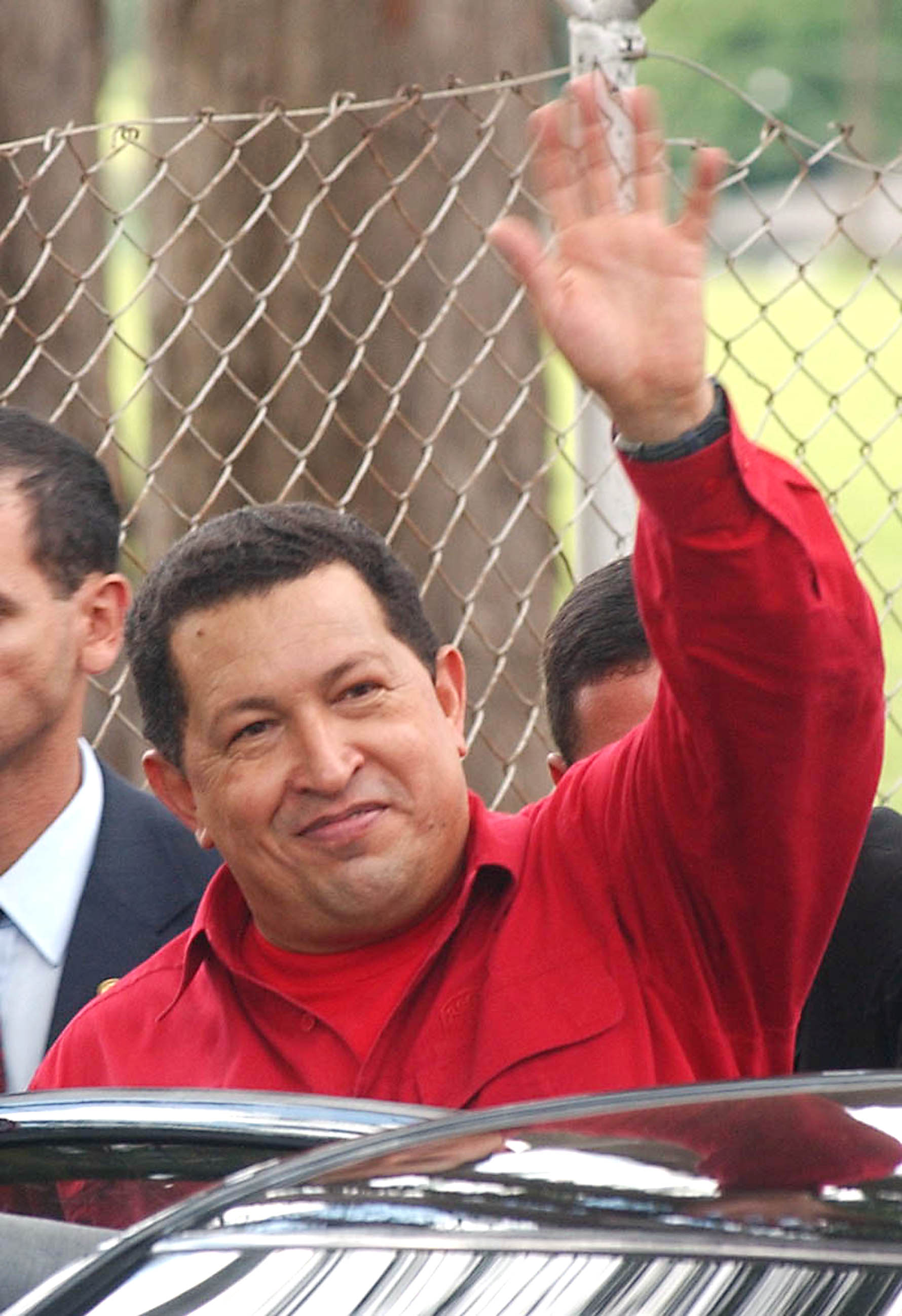
Hugo Chávez

1999. augusztus 7-én az alkotmányozó nemzetgyűlés megkezdte működését, hogy az 1961-est helyettesítsék. A gyűlés 131 tagjának a munka nagyságának ellenére is mindössze 3 hónapja volt a feladatra. Ugyanebben az évben másodszor is az urnák elé járultak a venezuelaiak, hogy leadhassák szavazatukat az új alkotmány elfogadásáról. 1999. december 15-én 55 százalékos részvétel mellett a szavazók 71,4 százaléka szavazott igennel, így az új alkotmány hatályba lépett.
A Venezuela Bolívar Alkotmány főbb változtatásai a korábbi alkotmányhoz képest:
- az ország nevének "Venezuelai Bolivár Köztársaságra" változtatása;
- a szenátus megszüntetésével a parlament egykamarássá alakulása;
- az elnöki mandátum 5-ről 6 évre növelése;
- az elnök két egymást követő cikluson keresztül maradhat hatalomban, míg az előző alkotmány csak tíz év letelte után engedte az újraválasztást;
- hatályba lép a „visszahívó népszavazás”, mely lehetővé teszi a népnek, hogy lemondasson bármely kormánytagot, köztisztviselőt, beleértve az elnököt is.

2000. július 30-án lezajlott a Chávez által beígért választás, amelyen újraválasztják 59,5 százalékos többséggel. Az MVR a nemzetgyűlésben 165-ből 76 helyet szerez, míg a 23 államból (mint közigazgatási egység) 12-ben nyer chavista jelölt.
2001. december 10-én a munkaadók és a szakszervezeti vezetők általános sztrájkra szólítottak Chávez gazdasági intézkedései ellen. Az országot 12 órára megbénította a sztrájk. Az államfő több ezer támogatója gyűlik össze Caracasban, biztosítva Chávezt támogatásukról és meghallgatva a rendelkezéseiről szóló beszédet. Az egyszerre rendezett sztrájk és a gyűlés jó példája a megosztottságnak.
2002 februárjában három tiszt, Carlos Molina Tamayo ellentengernagy, Pedro Soto ezredes és Pedro Flores százados egyik a másik után az elnök lemondását követelte és a népet felkelésre szólítják fel. Chávez egy a néphez intézett beszéddel vág vissza, melyben kijelenti, hogy "Venezuela az életet vagy halált, a jövőt vagy a múltat jelentő harcba fogott". A tisztek ellen semmilyen szankciókat nem hoznak, Chávez méltatja a "tökéletes szólásszabadságot". 2002. április 7-én Chávez kirúgta a venezuelai nemzeti olajtársaság (PDVSA) hét vezetőjét és 12 másikat kényszerített nyugdíjba vonulni.
2002. április 11-én, Caracasban egy Hugo Chávez elleni masszív demonstráció után vérengzés következett, amelyben 19 ember halt meg. Chávez gyorsan eltakarta a történteket, a feltételezett belekeveredése miatt.
Chávezt 2006. december 3-án, több mint 20%-os előnnyel, újraválasztották. 2007-ben, venezuelai államfő, Chávez elismerte az alkotmány módosításáról szóló népszavazási kezdeményezésének vereségét, a választási bizottságnak az eredményről szóló bejelentése alapján a népszavazáson résztvevők 50,7%-a ellenezte, és 49,3%-a támogatta. Olyan alkotmánymódosítást szeretett volna elfogadtatni, amely szinte korlátlan elnöki hatalmat tenne lehetővé.

## Választási, felmérési eredmények
| Választási, felmérési eredmények Forrás: CNE Archiválva 2004. június 8-i dátummal a Wayback Machine-ben |           |        |
| Elnökválasztás 1998                                                                                     |           |        |
| Hugo Chávez                                                                                             | 3 673 685 | 56,20% |
| Henrique Salas R.                                                                                       | 2 613 161 | 39,97% |
| Összes érvényes                                                                                         | 6 537 304 |        |
| Nem szavazott                                                                                           | 3 971 239 | 36,24% |
| Referendum 1999 Egyetért-e az új Alkotmánnyal?                                                          |           |        |
| IGEN | 3 301 475 | 71,78% |
| NEM | 1 298 105 | 28,22% |
| Nem szavazott                                                                                           | 6 041 743 | 55,63% |
| Elnökválasztás 2000                                                                                     |           |        |
| Hugo Chávez                                                                                             | 3 757 773 | 59,76% |
| Francisco Arias C.                                                                                      | 2 359 459 | 37,52% |
| Összes érvényes                                                                                         | 6 288 578 |        |
| Nem szavazott                                                                                           | 5 120 464 | 43,69% |
| Referendum 2000 Elmozdítaná-e a pozíciójukból a szakszervezeti vezetőket?                               |           |        |
| IGEN | 1 632 750 | 62,02% |
| NEM | 719 771   | 27,34% |
| Nem szavazott                                                                                           | 8 569 691 | 76,50% |
| Referendum 2004 Elmozdítaná-e Chavezt a pozíciójából?                                                   |           |        |
| NEM | 5 800 629 | 59,10% |
| IGEN | 3 989 008 | 40,64% |
| Nem szavazott                                                                                           | 4 222 269 | 30,08% |

## Betegsége és halála
2011-ben alhasi rákkal diagnosztizálták. Miután Kubában átesett két műtéten, 2012 májusában bejelentette, hogy meggyógyult. 2012 októberében újraválasztották 6 évre Venezuela elnökének, de 2012 decemberében a kiújult daganattal ismét Kubába utazott műtétek sorozatára.
2013 februárjában tért vissza Venezuelába, ahol a caracasi katonai kórházban ápolták. Halála 2013. március 5-én helyi idő szerint 16:25-kor következett be.